# Bodega (pubblico esercizio)
Una bodega (termine spagnolo che significa "cantina" o "magazzino") è un piccolo negozio di alimentari tipicamente situato agli angoli delle strade di New York. Rinomate per la cultura conviviale e l'atmosfera vivace, si stima che ci siano circa 13 000 bodegas in tutta la città.
Le bodegas hanno acquisito popolarità intorno alla metà del ventesimo secolo come convenience stores gestiti da portoricani, fornendo prodotti tipici come erbe fresche, dischi e avocado. I primi negozi documentati risalgono invece agli anni '20. Nonostante le loro origini ispaniche, alla fine degli anni 2010 circa la metà di tutte le bodegas erano gestite da immigrati yemeniti americani.

## I "gatti di bodega"
Le bodegas sono sovente abitate da gatti addomesticati o randagi, tipicamente felini di razza mista tenuti come forma di lotta biologica per gestire o prevenire le infestazioni di topi. Ciononostante, i regolamenti sanitari statali proibiscono la presenza di animali vivi negli esercizi commerciali dove si vendono beni di consumo.